# Anjolus
Anjolus is een geslacht van hooiwagens uit de familie Assamiidae.
De wetenschappelijke naam Anjolus is voor het eerst geldig gepubliceerd door C.J.Goodnight & M.L.Goodnight in 1948. 

## Soorten
Anjolus is monotypisch en omvat slechts de volgende soort:
- Anjolus malkini